# Raffaello Morghen
Raffaello Morghen (Portici, 19 de junio de 1758-Florencia, 8 de abril de 1833) fue un grabador italiano.  

## Carrera artística
Recibió sus primeras lecciones de su padre, Filippo, grabador, y de su tío, Giovanni, dibujante, pero, para adquirir una formación más avanzada, fue colocado como aprendiz bajo la tutela del célebre Giovanni Volpato. Asistió a este maestro en el grabado de las famosas pinturas de Rafael Sanzio en la Ciudad del Vaticano, y la estampa que representa el Milagro de Bolsena está firmada con su nombre. Se casó con la hija de Volpato y, al ser invitado a Florencia para grabar las obras maestras de la Galería Uffizi, se marchó allí con su esposa en 1782.
Desde entonces, su reputación aumentó de tal manera que indujo a los artistas de Florencia a recomendarlo al Gran Duque de Toscana como la persona idónea para grabar la Última cena de Leonardo da Vinci; sin embargo, aparte del estado de deterioro de la imagen en sí, el dibujo realizado por Morghen era indigno del original y, en consecuencia, la impresión, a pesar de una producción admirable, falla en transmitir una idea correcta del estilo y el mérito de Leonardo. A pesar de ello, la fama de Morghen se extendió pronto por toda Europa. Así, el Instituto de Francia lo eligió como un asociado en 1803 en reconocimiento a sus talentos. En 1812, Napoleón lo invitó a París y lo llenó de atenciones.

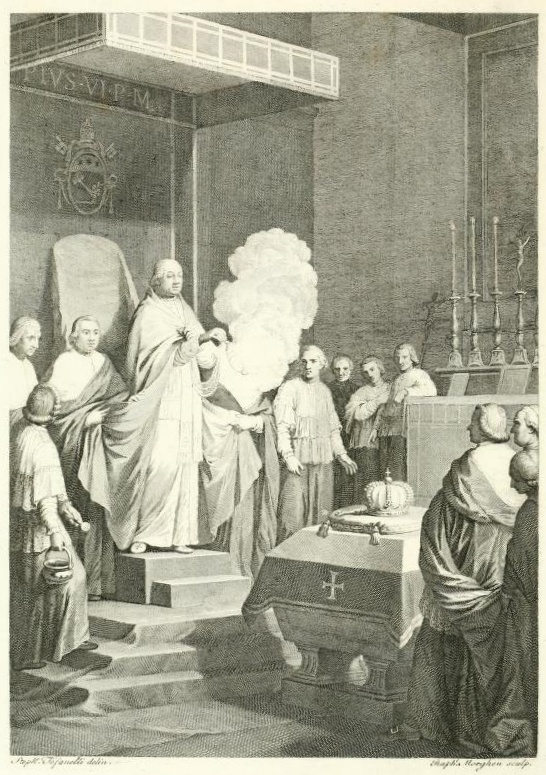
Anteportada de Bernardino Ridolfi, In funere Caroli III Hispanir. Regis Catholici Oratio, Parma, ex Regio Typographeo, 1789. Obra dedicada a las honras fúnebres por Carlos III en el Vaticano. Grabado de Raffaello Morghen por dibujo de Stephano Toffanelli.

## Obras
Una lista de sus obras, publicada en Florencia en 1810, comprendía 200 composiciones; aunque, posteriormente, el número fue considerablemente incrementado. Entre las obras más destacadas se pueden mencionar la Transfiguración de Rafael, una Magdalena de Murillo, una Cabeza del Salvador de da Vinci, el Carro de Aurora de Guido, las Horas y el reposo en Egipto de Poussin, el Premio de Diana de Domenichino, el Monumento de Clemente XIII de Canova, Teseo venciendo al Minotauro, Francesco Moncado de Van Dyck, retratos de Dante, Petrarca, Leonardo, Ariosto, Torcuato Tasso y varios otros pintores eminentes. Sus grabados apenas han mantenido la reputación de que gozaba en vida. Si bien fueron ejecutados cuidadosa y delicadamente, son de alguna forma mecánicos y faltos de vigor y espíritu. Discípulo de Volpato y luego del propio Morghen fue Giovanni Folo de Bassano. También Giovacchino Cantini estudió con Morghen, lo mismo que los españoles Manuel Esquivel de Sotomayor y Francesc Fontanals.